# Westin Daca
El Westin Daca (en bengalí: ঢাকা ওয়েস্টিন) es un hotel Westin situado en avenida Gulshan, en la ciudad de Daca, la capital del país asiático de Bangladés. Se ubica en el Ruta 45, Gulshan-2, Daca 1212. Con 85,91 m (281,85 pies), es el hotel más alto de Bangladés, y uno de los hoteles más altos del sur de Asia. Cuenta con 24 plantas. Fue terminado en 2006. En su forma original, el hotel incorpora seis restaurantes y 241 habitaciones.